# Laura Bailey
Laura Dawn Bailey (Misisipi, 28 de mayo de 1981) es una actriz de voz estadounidense que ofrece voces para versiones en inglés de anime, animación y videojuegos. Hizo su debut en el anime como la versión más joven de Trunks en el doblaje de Funimation de Dragon Ball Z. También dobló a Tōru Honda en Fruits Basket, Lujuria en Fullmetal Alchemist y Fullmetal Alchemist: Brotherhood, Shinnosuke "Shin" Nohara en el doblaje de Funimation de Shin-chan y Maka Albarn en Soul Eater.
En videojuegos, dobla a Jaina Proudmoore en World of Warcraft, Rayne en la franquicia BloodRayne, Chun-Li en Street Fighter, Rise Kujikawa en Persona 4, Blaze the Cat en la franquicia Sonic the Hedgehog, Lucina en Fire Emblem: Awakening, Serah Farron en Final Fantasy XIII, Serana en The Elder Scrolls V: Skyrim – Dawnguard, Olympia Vale en Halo 5: Guardians, Abigail "Fetch" Walker en Infamous: Second Son e Infamous: First Light, Fiona en Tales from the Borderlands, Nadine Ross en Uncharted 4: El desenlace del ladrón y Uncharted: El legado perdido, así como a Kait Diaz en Gears of War 4 y Gears 5.
En 2020 dio su voz al personaje de Abigail «Abby» Anderson en The Last of Us Part II. En 2021 dio voz a Polina Petrova en Call of Duty: Vanguard.[cita requerida]
También dobla a Catwoman en Batman: The Telltale Series, Supergirl en Injustice 2, Mary Jane Watson en el videojuego de 2018 de Spider-Man y Viuda Negra en varios espectáculos y videojuegos de Marvel. Es miembro del elenco de Critical Role, interpretando a Vex'ahlia "Vex" de Rolo y Jester Lavorre.

## Vida personal

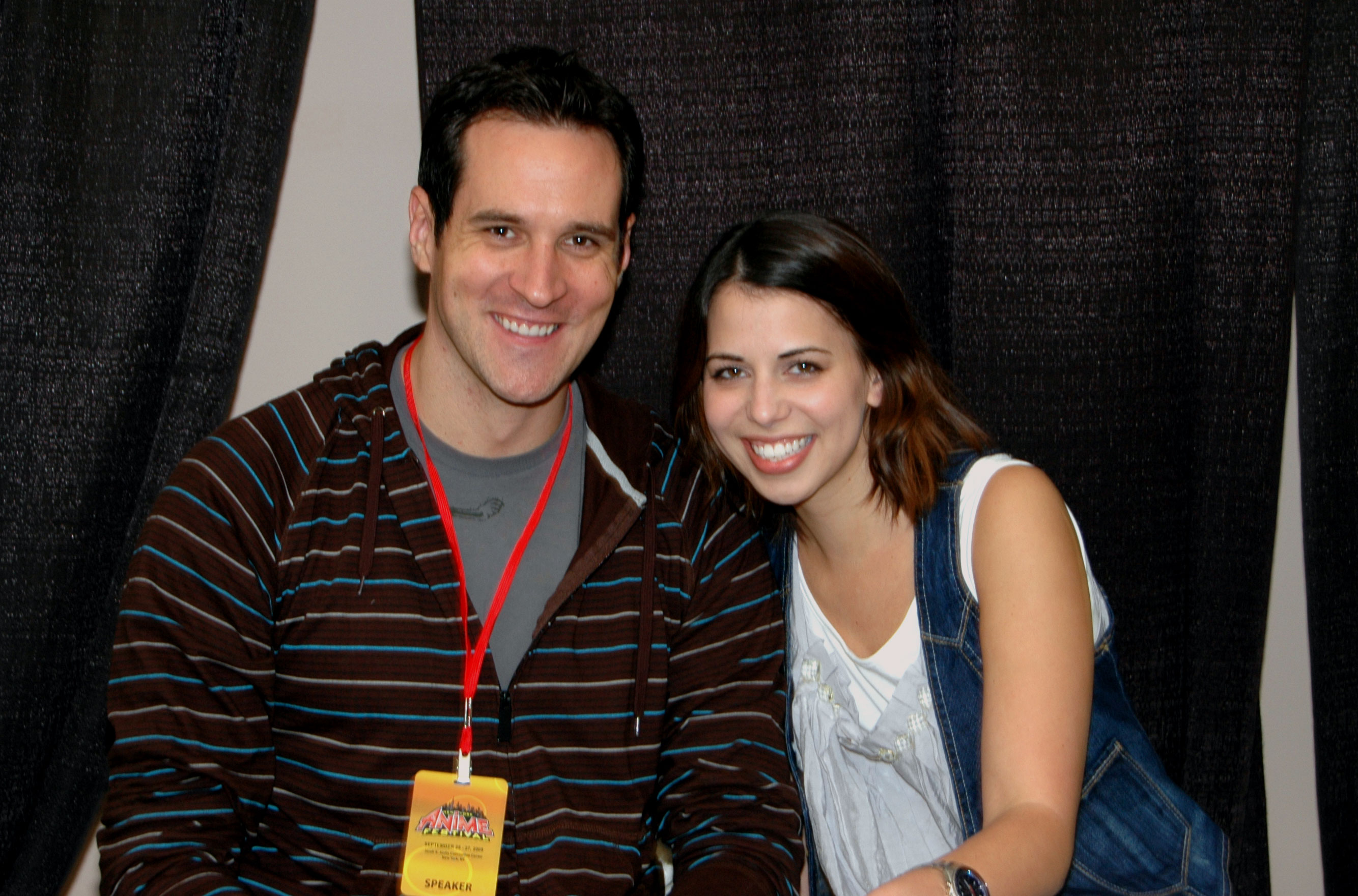
Travis Willingham y Laura Bailey en el Festival de Anime de Nueva York en 2009.

Bailey y la actriz y directora de doblaje Colleen Clinkenbeard fueron compañeras de cuarto mientras trabajaban para Funimation. En 2007, se mudó a Los Ángeles. El 25 de septiembre de 2011, se casó con el actor de voz Travis Willingham. Ambos residen actualmente en Los Ángeles. Su hijo, Ronin Willingham, nació en 2018.

## Filmografía

### Series animadas
| Año       | Serie                                          | Papel                                | Notas                       | Fuente                      |
| --------- | ---------------------------------------------- | ------------------------------------ | --------------------------- | --------------------------- |
| 2011      | The Super Hero Squad Show                      | Estrella de Fuego                    |                             |                             |
| 2011–16   | Monster High                                   | Varios                               | Webisodios y especiales     | [ 8 ]                       |
| 2011–13   | Winx Club                                      | Tressa, Serena                       | Doblaje de Nickelodeon      | Website                     |
| 2013      | Lego Marvel Super Heroes: Maximum Overload     | Natasha Romanoff / Viuda Negra       | Especial de televisión      | [ 11 ]                      |
| 2013–19   | Los Vengadores unidos                          | Viuda Negra, Gamora, Darkstar, otros |                             | [ 11 ]                      |
| 2014–15   | Ultimate Spider-Man                            | Viuda Negra                          |                             | [ 11 ]                      |
| 2014–15   | Regular Show                                   | Sheena Albright, Natalia, otros      |                             | [ 11 ] [ 12 ] [ 13 ] [ 14 ] |
| 2015      | Batman Unlimited                               | Cheetah                              | Serie web                   | [ 15 ]                      |
| 2015      | Lego Marvel Super Heroes: Avengers Reassembled | Viuda Negra                          | Especial de televisión      | [ 11 ]                      |
| 2016      | Future-Worm!                                   | Varios                               |                             | [ 16 ] [ 17 ] [ 18 ]        |
| 2017      | Rick and Morty                                 | La novia de Eli                      | Ep. "Rickmancing the Stone" | [ 11 ]                      |
| 2017–2020 | Spider-Man                                     | Gwen Stacy, Viuda Negra, otros       |                             | [ 11 ]                      |

### Películas
| Año  | Serie                                              | Papel                                                     | Notas                    | Fuente        |
| ---- | -------------------------------------------------- | --------------------------------------------------------- | ------------------------ | ------------- |
| 2006 | A Four Course Meal                                 | Clara, Lisa, Mary                                         |                          | Resume        |
| 2008 | Resident Evil: Degeneration                        | Angela Miller                                             | Estreno teatral limitado |               |
| 2010 | Space Chimps 2: Zartog Strikes Back                | Kilowatt, Computadora, reportera, recepcionista de instar |                          | [ 11 ]        |
| 2012 | Mass Effect: Paragon Lost                          | Kamille                                                   | Estreno teatral limitado | [ 11 ]        |
| 2012 | The Swan Princess Christmas                        | Odette                                                    | Como Elle Deets          | [ 11 ] [ 19 ] |
| 2013 | LEGO Batman: The Movie - DC Super Heroes Unite     | Hiedra Venenosa, Mujer Maravilla, Harley Quinn            |                          | [ 11 ]        |
| 2013 | Monster High: Friday Night Frights                 | Lagoona Blue                                              |                          | [ 11 ]        |
| 2013 | Monster High: 13 Wishes                            | Headmistress Bloodgood, Lagoona Blue                      |                          | [ 11 ]        |
| 2014 | JLA Adventures: Trapped In Time                    | Dawnstar                                                  |                          | [ 11 ]        |
| 2014 | The Swan Princess: A Royal Family Tale             | Odette                                                    | como Elle Deets          | [ 11 ] [ 20 ] |
| 2015 | Batman Unlimited: Animal Instincts                 | Cheetah, Locutora de telediario                           |                          | [ 11 ]        |
| 2015 | Monster High: Boo York, Boo York                   | Elle Eedee, Headless Headmistress Bloodgood, Lagoona Blue |                          | [ 11 ]        |
| 2016 | Justice League vs. Teen Titans                     | Angela Chen                                               |                          | [ 11 ]        |
| 2016 | The Swan Princess: Princess Tomorrow, Pirate Today | Princesa Odette                                           | como Elle Deets          | [ 21 ]        |
| 2016 | Hulk: Where Monsters Dwell                         | Ana, otros                                                |                          | [ 11 ]        |
| 2017 | The Swan Princess: Royally Undercover              | Princesa Odette                                           |                          | [ 11 ]        |
| 2021 | Batman and Superman: Battle of the Super Sons      | Lois Lane                                                 |                          | [ 11 ]        |

### Videojuegos
| Año       | Título                                                | Personaje                                                      |
| --------- | ----------------------------------------------------- | -------------------------------------------------------------- |
| 2002      | BloodRayne                                            | Rayne                                                          |
| 2003      | Deus Ex: Invisible War                                | Alex Denton Femenina                                           |
| 2003      | Roadkill                                              | Love Talk N.º 1                                                |
| 2003-2016 | Dragon Ball series                                    | Trunks (joven), Gotenks, otros                                 |
| 2004      | BloodRayne 2                                          | Rayne                                                          |
| 2005      | Spikeout: Battle Street                               | Min Hua                                                        |
| 2005      | Æon Flux                                              | Una, Anfitriona                                                |
| 2008      | Klonoa                                                | Hewpoe                                                         |
| 2008      | World of Warcraft: Wrath of the Lich King             | Jaina Proudmoore, otros.                                       |
| 2008      | Tales of Vesperia                                     | Gauche                                                         |
| 2008      | Infinite Undiscovery                                  | Dominica, Svala, Faina, Leif                                   |
| 2008      | Tales of Symphonia: Dawn of the New World             | Marta Lualdi                                                   |
| 2008      | Valkyria Chronicles                                   | Isara Gunther                                                  |
| 2008      | Persona 4                                             | Rise Kujikawa                                                  |
| 2009      | Ar tonelico II: Melody of Metafalica                  | Luca Trulyworth                                                |
| 2009      | Star Ocean: The Last Hope                             | Reimi Saionji, Welch Vineyard                                  |
| 2009      | Street Fighter IV                                     | Chun-Li                                                        |
| 2009      | Ghostbusters: The Video Game                          | Spider Queen, otros                                            |
| 2009      | Dissidia Final Fantasy                                | Nube de la Oscuridad                                           |
| 2009      | Magna Carta 2                                         | Claire                                                         |
| 2009      | League of Legends                                     | Akali                                                          |
| 2009      | Kamen Rider: Dragon Knights                           | Siren                                                          |
| 2009      | Resident Evil: The Darkside Chronicles                | Sherry Birkin                                                  |
| 2009      | Silent Hill: Shattered Memories                       | Dahlia Mason                                                   |
| 2009      | Final Fantasy Crystal Chronicles: The Crystal Bearers | Belle                                                          |
| 2010      | Final Fantasy XIII                                    | Serah Farron                                                   |
| 2010      | Command & Conquer 4: Tiberian Twilight                | E.V.A.                                                         |
| 2010      | Sakura Wars: So Long, My Love                         | Gemini Sunrise                                                 |
| 2010      | NIER                                                  | Kainé                                                          |
| 2010      | Super Street Fighter IV                               | Chun-Li                                                        |
| 2010      | Persona 3 Portable                                    | Protagonista Femenina                                          |
| 2010      | BlazBlue: Continuum Shift                             | Platinum                                                       |
| 2010      | Valkyria Chronicles II                                | Isara Gunther                                                  |
| 2010      | Quantum Theory                                        | Lainie, Elev                                                   |
| 2010      | Sengoku Basara: Samurai Heroes                        | Oichi                                                          |
| 2010      | Arcania: Gothic 4                                     | US Cast                                                        |
| 2010      | Naruto Shippuden: Ultimate Ninja Storm 2              | Anko Mitarashi, Ayame                                          |
| 2010      | Fallout: New Vegas                                    | Christine, Starlet, Carrie Boyd, Julie Farkas y Doctor Usanagi |
| 2010      | Sonic Colors                                          | Blaze The Cat                                                  |
| 2010      | Tron: Evolution                                       | The Grid                                                       |
| 2011      | Marvel vs. Capcom 3: Fate of Two Worlds               | Chun-Li                                                        |
| 2011      | Knights Contract                                      | Gretchen                                                       |
| 2011      | Dissidia 012 Final Fantasy                            | Nube de la Oscuridad                                           |
| 2011      | Los Sims medieval                                     | Sim                                                            |
| 2011      | Hunted: The Demon's Forge                             | E'lara                                                         |
| 2011      | Dungeon Siege 3                                       | Various                                                        |
| 2011      | Catherine                                             | Catherine                                                      |
| 2011      | Resistance 3                                          | Jean Rose, Prisoners                                           |
| 2011      | Skylanders                                            | Perséfone, Ninjiini, Mini Jini                                 |
| 2011      | Might & Magic Heroes VI                               | Valeska                                                        |
| 2011      | Sonic Generations                                     | Blaze the Cat, Omochao                                         |
| 2011      | The Lord of the Rings: War in the North               | Andriel                                                        |
| 2011      | Saints Row: The Third                                 | The Boss (voz femenina)                                        |
| 2011      | Star Wars: The Old Republic                           | Kira Carsen                                                    |
| 2012      | Dead or Alive 5                                       | Christie                                                       |
| 2012      | Final Fantasy XIII-2                                  | Serah Farron                                                   |
| 2012      | NeverDead                                             | Nikki Summerfield                                              |
| 2012      | Soulcalibur V                                         | Pyrrha                                                         |
| 2012      | Kingdom of Amalur: Reckoning                          | Gwyn Anwy                                                      |
| 2012      | Binary Domain                                         | Faye Lee                                                       |
| 2012      | Street Fighter X Tekken                               | Chun-Li                                                        |
| 2012      | Tales of Graces                                       | Cheria Barnes                                                  |
| 2012      | Armored Core V                                        | Carol Dorry, AC Pilot                                          |
| 2012      | Naruto Shippuden: Ultimate Ninja Storm Generations    | Anko Mitarashi, Kurotsuchi                                     |
| 2012      | Kinect Star Wars                                      | Padawan Femenina NPC, Pad4, Pad Femenina                       |
| 2012      | Men in Black: Alien Crisis                            | Catyana Ibrovsky/Agent C, Isabel Ramirez, Nethera              |
| 2012      | The Elder Scrolls V: Skyrim - Dawnguard               | Serana                                                         |
| 2012      | World of Warcraft: Mists of Pandaria                  | Jaina Proudmoore                                               |
| 2012      | Resident Evil 6                                       | Helena Harper                                                  |
| 2012      | El profesor Layton y la máscara de los prodigios      | Angela Lidore                                                  |
| 2012      | Halo 4                                                | Rivera                                                         |
| 2012      | Persona 4 Golden                                      | Rise Fujikawa                                                  |
| 2012      | Mass Effect 3                                         | Ensign Rodriguez, Dr. Eva Coré, Oriana Lawson y Lt. Kurin      |
| 2013      | Fire Emblem Awakening                                 | Lucina                                                         |
| 2013      | Naruto Shippuden: Ultimate Ninja Storm 3              | Kushina Uzumaki, Kurotsuchi                                    |
| 2013      | Gears of War: Judgment                                | Alex Brand                                                     |
| 2013      | BioShock Infinite                                     | Lady Comstock                                                  |
| 2013      | The Last of Us                                        | Varios                                                         |
| 2013      | Saints Row IV                                         | Presidente (Voz femenina 1)                                    |
| 2013      | Lost Planet 3                                         | Mira                                                           |
| 2013      | The Wonderful 101                                     | Alice McGregor                                                 |
| 2013      | Wipeout: Create & Crash                               | Varios                                                         |
| 2013      | Lego Marvel Super Heroes                              | Viuda Negra, Jean Grey, Mística                                |
| 2013      | Batman: Arkham Origins                                | Voiceover Talent                                               |
| 2013      | Knack                                                 | Charlotte                                                      |
| 2015      | Halo 5: Guardians                                     | Olympia Vale                                                   |
| 2017      | Super Bomberman R                                     | Shiori Fujisaki Bomber                                         |
| 2018      | Marvel's Spider-Man                                   | Mary Jane Watson                                               |
| 2019      | Gears 5                                               | Kait Diaz                                                      |
| 2020      | The Last of Us Part II                                | Abigail «Abby» Anderson                                        |
| 2020      | Marvel's Avengers                                     | Natasha Romanoff / Viuda Negra                                 |
| 2021      | Call Of Duty Vanguard                                 | Polina Petrova                                                 |
| 2021      | Ruined King: A League of Legends Story                | Miss Fortune                                                   |
| 2021      | BloodRayne Betrayal: Fresh Bites                      | Rayne                                                          |